# Château de Loisy
Le château de Loisy est situé sur la commune de Loisy en Saône-et-Loire, à la lisière orientale du village, sur une éminence dominant la vallée de la Seille.

## Description
Précédé à l'ouest d'un premier fossé et d'un portail en plein cintre, à extrados en escalier, entre deux tours rondes, le château est bâti sur le flanc nord d'une terrasse rectangulaire flanquée sur ses angles nord-ouest et sud-ouest de tours circulaires, jadis reliées par d'épaisses courtines auxquelles a été substitué un mur bas interrompu, dans l'axe de la façade, par une grille en fer forgé.
Le corps de logis, de plan rectangulaire, est couvert d'un toit à croupes. Aux deux extrémités de la façade sud, sont adossées deux tours carrées, coiffées de toits en pavillon. Au centre de cette façade, s'ouvre une porte en linteau en arc segmentaire que surmonte, donnant sur un balcon à appui-corps en fer forgé, une porte-fenêtre inscrite dans un encadrement en bossage dont la plate-bande supporte un entablement au-dessus duquel se trouve un tympan rectangulaire gravé d'une devise latine, entre deux jambes en bossage. Le tout est couronné, au niveau de l'étage de comble, d'un petit fronton cintré dans lequel sont sculptées les armoiries des Chartraire et des Bouhier. La façade nord est précédée d'un vaste escalier en fer à cheval.
Le château est une propriété privée et ne se visite pas.
Il fait l’objet d’une inscription au titre des monuments historiques depuis le 4 mai 2007.

## Historique
- 1150 : la forteresse primitive aurait été construite par Hugues de Brancion
- 1287 : Henri de Paigny tient Loisy en fief de son neveu Philippe de Vienne, qui lui-même le tient de l'abbaye de Tournus
- du XIIIe siècle au milieu du XIVe siècle : la terre appartient à la famille de Loisy
- XIVe siècle : destruction de la forteresse
- 1556 : Philibert Quarré et son père, François Quarré de Verneuil sont dénommés seigneurs de Loisy
- 1565 : le château est brûlé et pillé au cours des guerres de religion
- 1570 : au terme d'une saisie contestée, le bien est acquis par Jean Massol, bourgeois de Beaune
- vers 1608 : les descendants du précédent cèdent la propriété à Antoine Bretagne, conseiller au Parlement
- 1633 : reconstruction de la bâtisse
- 1650 : Pierre Bretagne, premier président au Parlement de Metz, est seigneur de Loisy
- 1679 : les Bretagne revendent le domaine à Claude Bouchu, intendant de Bourgogne
- 1735 : à l'extinction de la famille Bouchu, Claude Guillaume, veuve de Bertrand de La Michodière, achète le domaine
- 1748 : après avoir fait des transformations, le fils des précédents, Claude, conseiller au Parlement de Paris, cède l'ensemble à son neveu, Jean-François-Gabriel-Bénigne Chartraire de Bourbonne, gendre du président Bouhier et qui achèvera sans doute les travaux
- 1761 : le fils du précédent, Marc-Antoine Chartraire de Bourbonne, lui succède
- Depuis le XIXe siècle la famille de La Chapelle possède le domaine :
  - Charles Ernest, baron de la Chapelle (né en 1791), maître d'hôtel du roi Charles X
  - Charles Émile, baron de la Chapelle (mort en 1899), maire de Loisy de 1884 à 1896
  - Charles Hyacinthe Arthur, baron de la Chapelle, lieutenant d'Infanterie (1851-1919)
  - Charles Marie Jacques, baron de la Chapelle, chef d'escadron (1885-1957)
  - Guy, baron de la Chapelle, maire de Loisy